# كيلي هاربر
كيلي هاربر (بالإنجليزية: Kelly Harper)‏ هي مغنية مؤلفة أمريكية، ولدت في 28 يونيو 1982.